# Biblioteka Uniwersytetu Rzeszowskiego
Biblioteka Uniwersytetu Rzeszowskiego – książnica humanistyczna o uniwersalnym charakterze zbiorów działająca w strukturach Uniwersytetu Rzeszowskiego.
Księgozbiór BUR to prawie 744 tys. woluminów, ponadto w zbiorach biblioteki znajduje się blisko 121 tys. woluminów czasopism oraz ponad 30 tys. jednostek inwentarzowych zbiorów specjalnych. Książki udostępniane są w specjalistycznych czytelniach, a także poprzez wypożyczenia miejscowe i międzybiblioteczne. Z czasopism i zbiorów specjalnych korzystać można w czytelniach. W skład Biblioteki UR wchodzą: Biblioteka przy ulicy Pigonia 8, Biblioteka Instytutu Archeologii oraz Czytelnie: Kampus Zalesie, Muzyczna.
Użytkownicy Biblioteki UR mają możliwość korzystania z ponad 30 komputerów z dostępem do Internetu. Większość z nich wyposażona jest w edytory tekstów. W dwóch z czytelni na użytkowników czekają indywidualne kabiny, również wyposażone w komputery z edytorami tekstów i dostępem do Internetu. Biblioteka pracuje w zintegrowanym systemie bibliotecznym Prolib, który umożliwia przeszukiwanie zbiorów poprzez katalog on-line.

## Historia
- 1963 – Powstanie Terenowego Studium Krakowskiej Wyższej Szkoły Pedagogicznej w Rzeszowie z niewielkim księgozbiorem podręcznym
- 2004 – Rozproszona dotąd po uniwersyteckich budynkach Biblioteka przeprowadziła się do nowej siedziby przy ul. Cegielnianej 12 (od 2009 r. ul. Pigonia 8[2].), budowanej pierwotnie na potrzeby biblioteki Filii WSP w Rzeszowie
- 2007 – Powstało Forum czytelników i bibliotekarzy BUR
- 2008 – Otwarta została Podkarpacka Biblioteka Cyfrowa, której BUR jest współzałożycielem
- 2009 – Utworzono sieć Wi-Fi, obejmującą cały budynek BUR
- 2010 – Powstał profil biblioteki w serwisie Facebook

## Struktura
- Dyrekcja: dyrektor mgr Dominik Ziobro – kustosz, wicedyrektor mgr Zofia Polak – kustosz Czytelnia Humanistyczna BUR Informacja Naukowa BUR
- Udostępnianie Zbiorów
  - Wypożyczalnia
  - Oddział Czytelni Książek

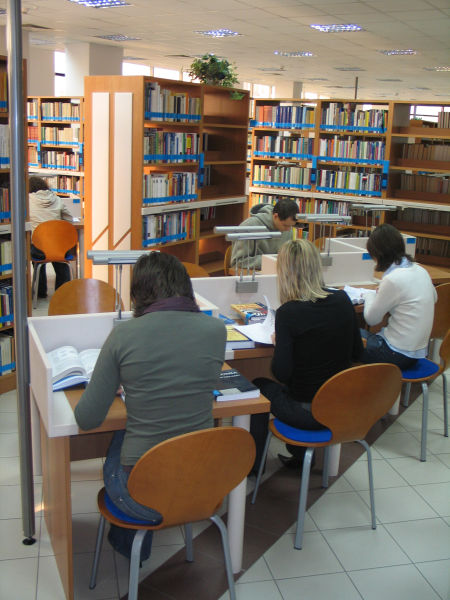
Czytelnia Humanistyczna BUR

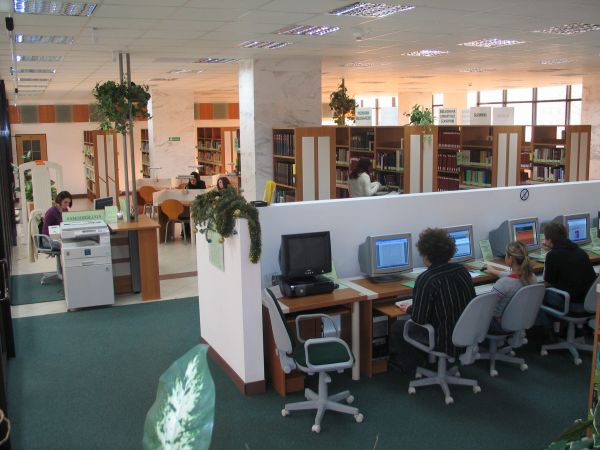
Informacja Naukowa BUR

    - Czytelnia Matematyczno-Przyrodnicza
    - Czytelnia Medyczna
    - Pracownia Polonistyczna "Pigonianum"
    - Czytelnia Nauk Humanistycznych i Prawnych
    - Medioteka Instytutu Goethego
    - Pracownia Zbiorów Specjalnych

  - Oddział Informacji Naukowej
- Oddział Czasopism i Wydawnictw Ciągłych
  - Czytelnia Czasopism Naukowych
  - Gromadzenie i Opracowanie Wydawnictw Ciągłych
  - Wypożyczalnia Międzybiblioteczna
- Oddział Gromadzenia i Opracowania Druków Zwartych
- Pełnomocnik Dyrektora Biblioteki UR ds. współpracy ze środowiskiem akademickim
- Zarządzanie Systemami Informatycznymi
  - Systemy Informatyczne
  - System Transportu Książek TELELIFT
- Pracownia Digitalizacyjna
- Pracownia Introligatorska
- Czytelnia Kampus Zalesie
- Czytelnia Muzyczna
- Biblioteka Instytutu Archeologii

## Usługi
Biblioteka Uniwersytetu Rzeszowskiego oferuje szeroki zakres usług informacyjno-bibliotecznych w tym m.in.:
- udostępnianie zbiorów na miejscu w czytelniach
- wypożyczanie książek realizowane w oparciu o komputerowy katalog OPAC
- wypożyczanie książek w systemie wypożyczeń międzybibliotecznych
- udostępnianie źródeł elektronicznych na miejscu, w uniwersyteckiej sieci komputerowej oraz przez www
- usługi informacyjne: katalogowe, bibliograficzne, faktograficzne i inne realizowane w tradycyjny sposób oraz za pośrednictwem www
- sporządzanie zestawień bibliograficznych dla pracowników naukowych Uniwersytetu
- szkolenia biblioteczne studentów I roku studiów
- szkolenia grup seminaryjnych w zakresie poszukiwania i wykorzystywania źródeł
- organizowanie wystaw tematycznych
- realizacja praktyk studenckich oraz zawodowych
- oprowadzanie po gmachu Biblioteki wycieczek szkolnych i gości Uniwersytetu